# Fricativa sibilante retroflexa surda

A fricativa retroflexa sibilante surda é um tipo de som consonantal usado em algumas línguas faladas. O símbolo no Alfabeto Fonético Internacional que representa este som é ⟨ʂ⟩. Como todas as consoantes retroflexas, a letra do AFI é formada pela adição de um gancho apontando para a direita na parte inferior do esse (a letra usada para a consoante alveolar correspondente). Uma distinção pode ser feita entre as articulações laminares apicais e subapicais. Apenas uma língua, toda, parece ter mais de uma sibilante retroflexa surda e distingue sibilantes retroflexas subapicais palatais das apicais pós-alveolares; ou seja, tanto a articulação da língua quanto o local de contato no céu da boca são diferentes.

## Características
- Seu modo de articulação é fricativa sibilante, o que significa que geralmente é produzida direcionando o fluxo de ar passando por uma abertura formada pela língua e por um canal estreito entre os dentes.
- Seu ponto de articulação é retroflexo, o que significa prototipicamente que ele está articulado subapical (com a ponta da língua enrolada para cima), mas de forma mais geral, significa que é pós-alveolar sem ser palatalizado. Ou seja, além da articulação subapical prototípica, o contato da língua pode ser apical (pontiagudo) ou laminal (plano).
- Sua fonação é surda, o que significa que é produzida sem vibrações das cordas vocais.
- É uma consoante oral, o que significa que o ar só pode escapar pela boca.
- O mecanismo da corrente de ar é pulmonar, o que significa que é articulado empurrando o ar apenas com os pulmões e o diafragma, como na maioria dos sons.

## Ocorrência
| Língua              | Língua                         | Palavra                | AFI        | Significado     | Notas |
| ------------------- | ------------------------------ | ---------------------- | ---------- | --------------- | --- |
| Abcaz               | Abcaz                          | амш                    | [amʂ]      | Dia             | |
| Adigue              | Adigue                         | пшъашъэ                | [pʂ̻aːʂ̻a]ⓘ  | Garota          | Laminal. |
| Chinês              | Mandarim                       | 石/shí                 | [ʂ̺ɻ̩˧˥]     | Pedra           | Apical. |
| Emiliano e Romanhol | Emiliano e Romanhol            | sé                     | [ˈʂĕ]      | Sim             | Apical; pode ser [s̺ʲ] ou [ʃ] no lugar. |
| Feroês              | Feroês                         | fýrs                   | [fʊʂ]      | Oitenta         | |
| Feroês              | Feroês                         | bert                   | [pɛɻ̊ʈ]     | Apenas          | Alofone aproximante surdo de /r/. |
| Hindustâni          | Hindi                          | कष्ट                    | [ˈkəʂʈ]    | Encrenca        | |
| Khanty              | Maioria dos dialetos do norte  | шаш                    | [ʂɑʂ]      | Joelho          | Corresponde a uma africada retroflexa surda /ʈ͡ʂ/ nos dialetos do sul e do leste. |
| Sorábio inferior    | Sorábio inferior               | glažk                  | [ˈɡläʂk]   | Vidro           | |
| Malaialam           | Malaialam                      | കഷ്ടി                    | [kəʂʈi]    | Escasso         | |
| Mapudungun          | Mapudungun                     | trukur                 | [ʈ͡ʂʊ̝ˈkʊʂ]  | Neblina         | Possível alofone de /ʐ/ na posição pós-nuclear. |
| Marata              | Marata                         | ऋषी                     | [ruʂi]     | Sábio           | |
| Nepali              | Nepali                         | षष्ठी                    | [sʌʂʈʰi]   | Shashthi        | Alofone de /s/ próximo de consoantes retroflexas. |
| Norueguês           | Norueguês                      | norsk                  | [nɔʂk]     | Norueguês       | Alofone da sequência /ɾs/ em muitos dialetos, incluindo norueguês urbano oriental. |
| Oʼodham             | Oʼodham                        | Cuk-Ṣon                | [tʃʊk ʂɔn] | Tucson          | |
| Pachto              | Dialeto do sul                 | ښودل                   | [ ʂodəl]   | Mostrar         | |
| Polonês             | Padrão                         | szum                   | [ʂ̻um]ⓘ     | Farfalhar       | Depois de consoantes surdas, também é representado por ⟨rz⟩. Quando escrito assim, pode ser pronunciado como a vibrante múltipla alveolar não sonorante elevada surda por alguns falantes. Transcrito como /ʃ/ pela maioria dos estudiosos poloneses. |
| Polonês             | Dialetos Cuiavianos do sudeste | schowali               | [ʂxɔˈväli] | Eles esconderam | Alguns falantes. É o resultado da hipercorreção da fusão mais popular de /ʂ/ e /s/ em [s]. |
| Polonês             | Dialeto Suwałki                | schowali               | [ʂxɔˈväli] | Eles esconderam | Alguns falantes. É o resultado da hipercorreção da fusão mais popular de /ʂ/ e /s/ em [s]. |
| Romeno              | Dialetos moldavos              | șură                   | ['ʂurə]    | Celeiro         | Apical. |
| Romeno              | Dialetos da transilvânia       | șură                   | ['ʂurə]    | Celeiro         | Apical. |
| Russo               | Russo                          | шут                    | [ʂut̪]      | Bobo da corte   | |
| Serbo-Croata        | Serbo-Croata                   | шал / šal              | [ʂȃ̠l]      | Cachecol        | Tipicamente transcrito como /ʃ/. |
| Eslovaco            | Eslovaco                       | šatka                  | [ˈʂätkä]   | Lenço           | |
| Sueco               | Sueco                          | fors                   | [fɔʂ]      | Corredeiras     | Alofone da sequência /rs/ em muitos dialetos, incluindo o sueco padrão central. |
| Tâmil               | Tâmil                          | கஷ்டம்                   | [kəʂʈəm]   | Difícil         | |
| Telugu              | Telugu                         | కష్టం                    | [kʌʂʈəm]   | Difícil         | |
| Toda                | Toda                           |                        | [pɔʂ]      | (Nome do clã)   | Subapical |
| Torwali             | Torwali                        | ݜےݜ                    | [ʂeʂ]      | Corda fina      | |
| Ubykh               | Ubykh                          |                        | [ʂ̺a]       | Cabeça          | |
| Sorábio superior    | Alguns dialetos                | [ exemplo necessário ] | —          | —               | Usado em dialetos falados em aldeias ao norte de Hoyerswerda; corresponde a [ʃ] na forma padrão. |
| Vietnamita          | Dialetos do sul                | sữa                    | [ʂɨə˧ˀ˥]   | Leite           | |
| Yi                  | Yi                             | ꏂ/shy                 | [ʂ̺ɹ̩˧]      | Ouro            | |
| Yurok               | Yurok                          | segep                  | [ʂɛɣep]    | Coiote          | |
| Zapoteco            | Tilquiapano                    | [ exemplo necessário ] | —          | —               | Alofone de /ʃ/ antes de [a] e [u]. |